# Eulocastra nigrata
Eulocastra nigrata là một loài bướm đêm trong họ Noctuidae.